# 제17회 골든 래즈베리상
제17회 골든 래즈베리상은 1996년 영화를 대상으로 1997년 3월에 열린 시상식이다. 헐리우드 루즈벨트호텔에서 개최되었다.

## 수상 및 후보

### 최악의 작품상
- 스트립티즈 수상
- 바브 와이어
- 에드
- 닥터 모로의 DNA
- 스투피드

### 최악의 남우주연상
- 카풀 - 톰 아놀드 수상
- 빅 불리 - 톰 아놀드 수상
- 바이오돔 - 폴리 쇼어 수상
- 체인 리액션 - 키아누 리브스
- LA 캅스 - 아담 샌들러
- 해피 길모어 - 아담 샌들러
- 데이라잇 - 실베스타 스탤론

### 최악의 여우주연상
- 주어러 - 데미 무어 수상
- 스트립티즈 - 데미 무어 수상
- 에디 - 우피 골드버그
- 티렉스 - 우피 골드버그
- 투 머치 - 멜라니 그리피스
- 바브 와이어 - 파멜라 앤더슨
- 메리 라일리 - 줄리아 로버츠
- 보거스 - 우피 골드버그

### 최악의 남우조연상
- 닥터 모로의 DNA - 말론 브란도 수상
- 닥터 모로의 DNA - 발 킬머
- 고스트 앤 다크니스 - 발 킬머
- 파이널 디씨전 - 스티븐 시걸
- 스트립티즈 - 버트 레이놀즈
- 황혼에서 새벽까지 - 쿠엔틴 타란티노

### 최악의 여우조연상
- 멀홀랜드 폴스 - 멜라니 그리피스 수상
- 챔버 - 페이 더너웨이
- 내 이름은 던스턴 - 페이 더너웨이
- 트위스터 - 제이미 거츠
- 투 머치 - 대릴 한나
- 헤븐스 프리즈너 - 테리 해처
- 밸리에서의 이틀 - 테리 해처

### 최악의 감독상
- 스트립티즈 - 앤드류 버그먼 수상
- 스투피드 - 존 랜디스
- 솔드 아웃 - 브라이언 레반트
- 닥터 모로의 DNA - 존 프랑켄하이머
- 메리 라일리 - 스티븐 프리어스

### 최악의 각본상
- 스트립티즈 수상
- 스투피드
- 바브 와이어
- 에드
- 닥터 모로의 DNA

### 최악의 신인상
- 바브 와이어 - 파멜라 앤더슨 수상
- 비비스와 버트헤드 - 비비스 & 버트헤드
- 미스터 러버 - 엘런 드제너러스
- 프렌즈 - 프렌즈 멤버들의 배우전향
- 라스트 댄스 - 샤론 스톤
- 디아볼릭 - 샤론 스톤

### 최악의 주제가상
- 스트립티즈 - Pussy, Pussy, Pussy 수상
- 바브 와이어 - Welcome to Planet Boom!
- 데이라잇 - Whenever There is Love

### 최악의 커플상
- 스트립티즈 - 데미 무어 & 버트 레이놀즈 수상
- 비비스와 버트헤드 - 비비스 & 버트헤드
- 닥터 모로의 DNA - 말론 브란도 & 망할 난쟁이
- 바브 와이어 - 파멜라 앤더슨의 비약적인 발전
- 에드 - 맷 르블랑 & 에드

### 조 에스터하스의 최악의 각본상
- 트위스터 수상
- 노틀담의 꼽추
- 인디펜던스 데이
- 미션 임파서블
- 타임 투 킬

## 같이 보기
- 제69회 아카데미상
- 제50회 영국 아카데미 영화상
- 제54회 골든 글로브상
- 제3회 미국 배우 조합상